# Брей, Джон, 2-й барон Брей
Джон Брей (англ. John Braye; примерно 1523 — 19 ноября 1557) — английский аристократ, 2-й барон Брей с 1539 года.

## Биография
Джон Брей принадлежал к рыцарскому роду, представители которого владели землями в Бедфордшире. Он был сыном Эдмунда Брея, внучатым племянником Реджинальда Брея — видного сторонника Тюдоров в Войнах Алой и Белой розы, ставшего при Генрихе VII лордом-казначеем и кавалером ордена Подвязки. Джон родился примерно в 1523 году. В 1529 году его отец получил баронский титул, а в 1539 году умер. Джон стал 2-м бароном Бреем и унаследовал семейные владения, но ввиду своего несовершеннолетия оказался под опекой Фрэнсиса Толбота, 5-го графа Шрусбери, который позже женил его на своей дочери.
Начиная с 3 ноября 1545 года Брея вызывали в парламент. Он участвовал во французском походе графа Хартфорда в 1546 году, в 1549 году под началом Уильяма Парра подавлял народное восстание в Норфолке. Известно, что королева Мария не доверяла Брею, считая его сторонником принцессы Елизаветы. В мае 1556 года барон был арестован по подозрению в причастности к заговору Дадли; спустя год он получил свободу и вскоре уехал на континент, присоединившись к английской армии, которая в союзе с испанцами действовала против французов.
В битве при Сен-Кантене барон был тяжело ранен. Он вернулся в Англию и 19 ноября 1557 года умер от раны. Вдова вступила во второй брак — с Томасом Уортоном, 1-м бароном Уортоном. Детей у Джона не осталось, так что его титул перешёл в состояние ожидания, а владения были разделены между шестью сёстрами.